# Rosa chinensis
Rosa chinensis (nom xinès: 月季, pinyin: yueji), coneguda generalment com a Rosa de la Xina o rosa xinesa, és un membre del genus Rosa nadiua de les províncies del sud-oest de la Xina, Guizhou, Hubei, i Sichuan. L'espècie és àmpliament conreada com a planta ornamental, originalment a la Xina, i se n'han derivat nombrosos cultivars que han estat anomenats roses de la Xina. També ha estat extensament creuada amb Rosa gigantea per produir Rosa × odorata, i a partir d'aquesta i mitjançant més hibridacions se'n deriven les roses de te i els híbrids de te.
És un arbust creixent a 1–2 m alt. Les fulles són pinnades, té 3-5 folíols, cada folíol 2.5–6 cm llarg i 1–3 cm ample. En l'espècie salvatge (de vegades anomenada Rosa chinensis var. spontanea), les flors tenen cinc pètals de color entre el rosa i el vermell. El fruit és un gavarró vermell 1–2 cm diàmetre.

## Varietats
Flora de la Xina reconeix tres varietats:
- R. chinensis var. spontanea, nadiua de les províncies Guizhou, Hubei, i Sichuan, amb pètals vermells
- R. chinensis var. chinensis, que prové del cultiu humà, amb pètals vermells
- R. chinensis var. semperflorens (Curtis) Koehne, també cultivada cultiu, amb pètals vermell fosc o morats

## Usos
Les cultivars de Rosa chinensis han estat decisius en la en l'obtenció de moltes roses de jardí modernes, ja que va proporcionar la repetició de la floració. Aquesta característica apareix en les varietats cultivades però no en l'espècie salvatge.

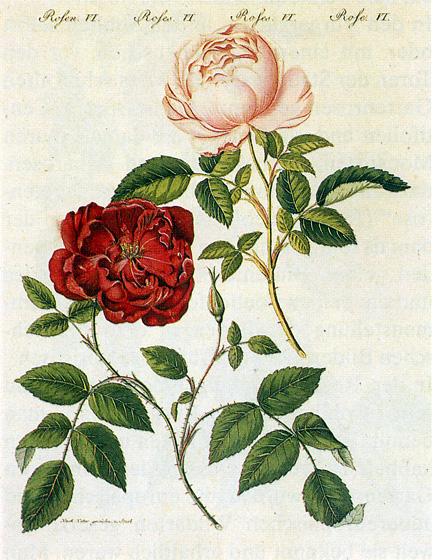
Pintura de dos cultivars del segle XVIII
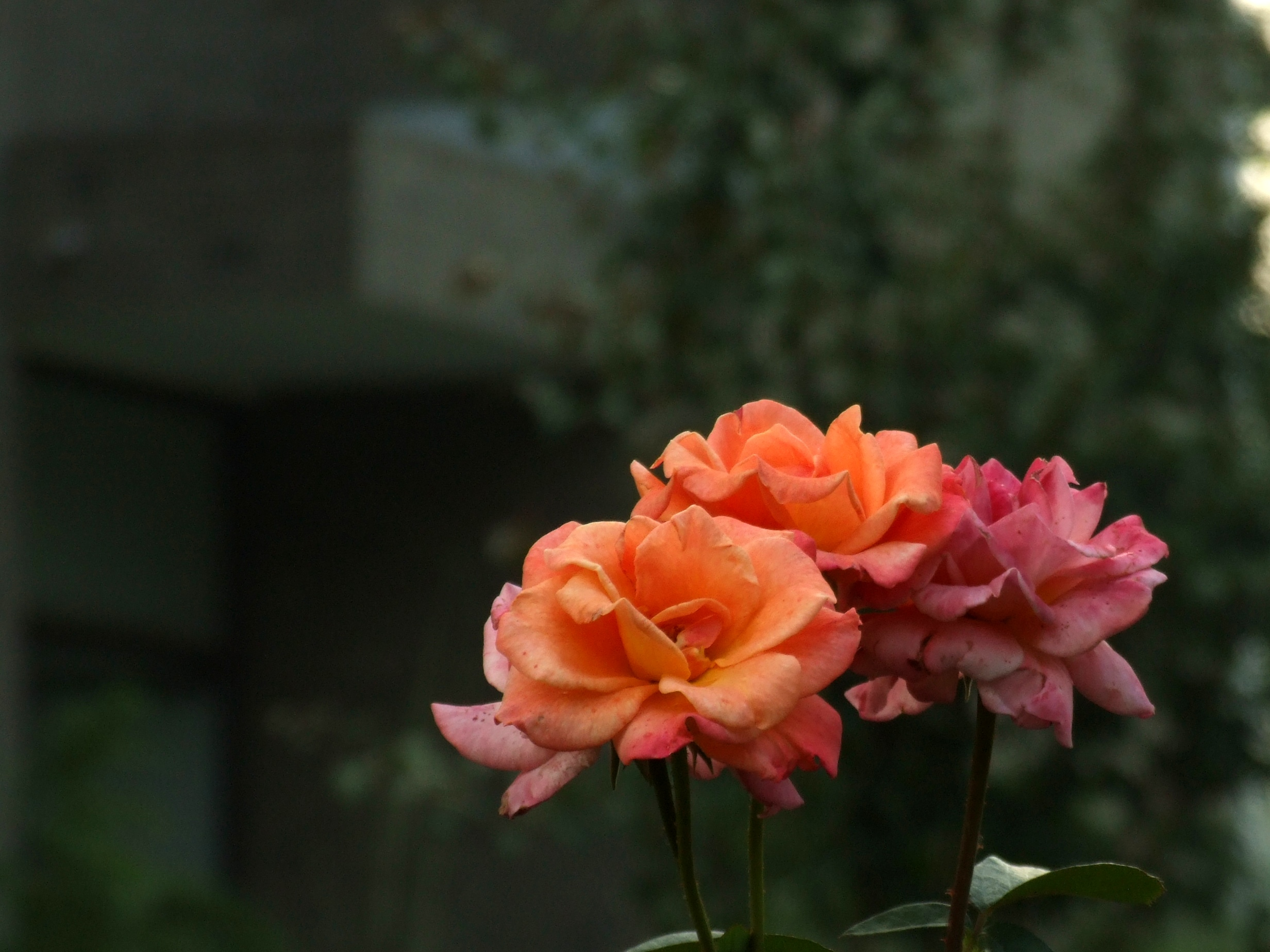
Un cultivar de Rosa chinensis
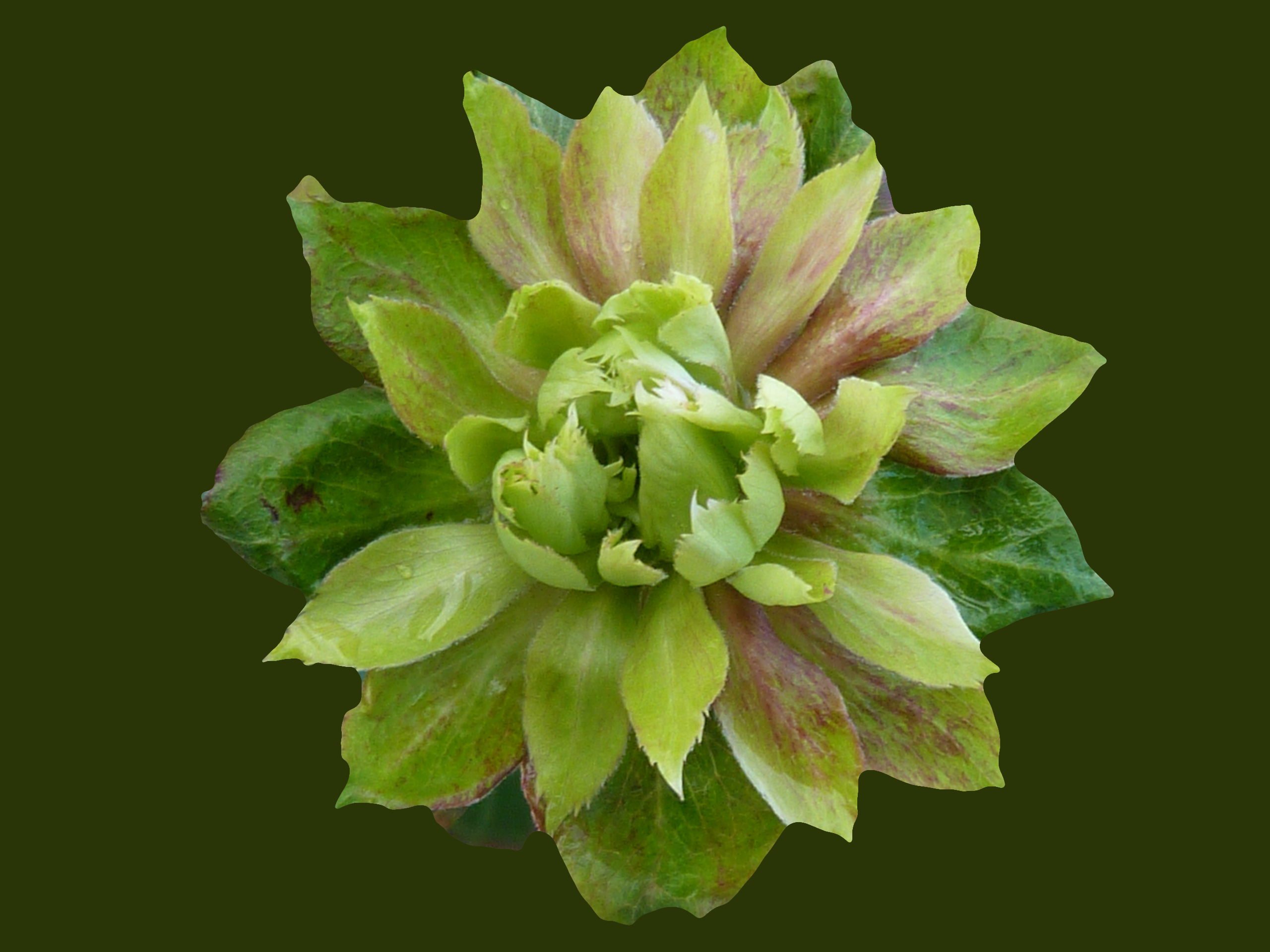
Rosa chinensis var. viridiflora, els pètals han mutat en sèpals